# Abe Wilson
Abe Wilson foi um jogador de futebol americano estadunidense que foi campeão da Temporada de 1928 da National Football League jogando pelo Providence Steam Roller.